# Rudolf Eliáš
Rudolf Eliáš (19. dubna 1878 Pavlov – 29. června 1964 Muglinov) byl moravský učitel, spisovatel, básník a redaktor.

## Život
Narodil se v rodině krejčího Františka Eliaše (1839) a Johany Korabové (1850). Měl tři sourozence: Jenovéfu (1872), Františka (1873) a Marii (1876). S manželkou Irenou rozenou Bártovou (1883) měl dvě děti: Anežku a Jiřího (1908–1960) klavíristu a hudebního skladatele.
Spolu se svým bratrem studoval reálné gymnázium v Telči a pedagogický ústav v Kroměříži. Učil ve Václavovicích, Michálkovicích a od roku 1906 až do odchodu do penze (1939), na měšťanské škole ve Slezské Ostravě. Spolu s bratrem hrávali divadlo, zakládali knihovny, přednášeli a na Těšínsku a Opavsku zřídili řadu živnostenských škol a v Michálkovicích chlapeckou a dívčí měšťanku. Ve své učitelské praxi kladl důraz na výuku českého jazyka, národních dějin a vlastenecké uvědomění.
Redigoval: České mládeži – první dětský časopis ve Slezsku, Těšínské noviny aj. Spolupracoval s nakladateli Emilem Šolcem, Aloisem Zelinkou, Josefem Hokrem aj. Přispíval svými články, povídkami a básněmi do novin na Ostravsku, Těšínsku a Opavsku, hlavně do Slezského věstníku. Užíval pseudonymy: Jan Koráb, Petr Boruta, Petr Vok, Rudolf Pavlov, Vlastimil Boj, Vlastislav Boj.
V roce 1917 podepsal se svým bratrem Františkem Manifest českých spisovatelů za samostatnost státu. Po roce 1948 nemohl publikovat.

## Dílo
- Dobrodružství kalifa Haruna al Rašida: Příběh slepého Baby Abdalaha – Moravská Ostrava: Alois Zelinka, mezi 1901 a 1925
- O Ďaňdaurovi, synu kupcově – Moravská Ostrava: A. Zelinka, mezi 1901 a 1925
- Pohádka o princi a králi duchů – Moravská Ostrava: A. Zelinka, mezi 1901 a 1925
- Sindbadovy další cesty: Třetí cesta – Moravská Ostrava: A. Zelinka, mezi 1901 a 1925
- Pohádky – Opava: František a Rudolf Eliášové, mezi 1905 a 1910?
- České dějiny – Opava: vlastním nákladem, 1909
- Malá vlastivěda moravská – Orlová: F. a R. Eliášové, 1909
- Stručné dějiny národa českého – Orlová: F. a R. Eliášové,
- Skvrna, udatný zápasník: povídky – se 17 obrázky Rudolfa Matesa. Praha: Jan Liebich, 1914
- Šakal: povídka – ilustrace R. Mates. Praha: J. Liebich, 1915
- Čtení našeho potěšení: 30 pohádek – Karlín: Emil Šolc, 1916
- Dětský ráj: 42 pohádek, povídek a říkanek pro děti – Karlín: E. Šolc, 1916
- Jiříčkovy písničky: verše – Karlín: E. Šolc, 1916
- Jiříčkovy pohádky – Karlín: E. Šolc, 1916
- Šťastné chvíle – Karlín: E. Šolc, 1916
- Věnec přání: verše – Karlín: E. Šolc, 1917
- Slezské bodláčí: verše – 1919[2]
- Těšínské elegie: politická satyra z doby, kdy se hrálo o Těšínsko: verše – Radvanice: Rasík, 1919
- Začarovaná světnice a jiná povídka – s ilustracemi Rudolfa Adámka a V. Čutty. Praha: Josef Richard Vilímek, 1920
- T. G. Masaryk: povídky – Praha: Státní školní knihosklad, 1920
- Tatíček Masaryk: povídky – Praha: ČOS, 1921
- První president Československé republiky T. G. Masaryk vítán 21. prosince 1918 v Horním Dvořišti na půdě osvobozené vlasti – Holešov: Václav Čutta, 1922
- Bohatýr Štefánik: povídky – ilustroval Václav Šolc. Moravská Ostrava: v. n., 1922
- Masaryk Osvoboditel Národa: povídky – Holešov: Klabusaý, 1922
- Příchod Čechů – Holešov: Klabusaý, 1922
- Krok a jeho dcery – Holešov: Klabusaý, 1922
- Milá kniha: povídky a verše – 1923[2]
- Libuše věstí slávu Prahy – ilustroval J. Dobeš. Holešov: Klabusaý, 1923
- Pruty Svatoplukovy – ilustroval J. Dobeš. Holešov: Klabusaý, 1923
- Přemysl za knížete povolán – Holešov: Klabusaý, 1923
- Rodinný život našich předků – ilustroval Joža Dobeš. Holešov: Klabusaý, 1923
- Chytrá královna: pohádka o 4 dějstvích – Vinohrady: Jindřich Veselý, 1923
- Slovanští věrozvěstové Cyril a Metoděj – Holešov: Klabusaý, 1924
- Horymírův skok – Holešov: Klabusaý, 1924
- Bedřich Smetana – ilustrace J. Dobeš. Holešov: Klabusaý, 1925
- Žižka na kázání Husově – ilustrace J. Dobeš. Holešov: Klabusaý, 1925
- František Palacký, otec národa – ilustrace J. Dobeš. Holešov: Klabusaý, 1925
- Svatý Václav – ilustrace J. Dobeš. Holešov: Klabusaý, 1926
- Spytihněvův soud – ilustrace J. Dobeš. Holešov: Klabusaý, 1926
- Přehled českých dějin – ilustrace J. Dobeš. Holešov: Klabusaý, 1928
- Tatíček Masaryk, osvoboditel: povídky – Holešov: Klabusaý, 1930
- Straka, nezbedná tulačka: věrné vylíčení veselých kousků a neplech, jež ztropila na svých bludných cestách – iIustroval R. Adámek. Praha: Šolc a Šimáček, 1934?
- Bohatýr naší svobody M. R. Štefánik: s dokumentárními fotografiemi z archivu Památníku osvobození – Praha: Josef Hokr, 1936
- Masaryk Osvoboditel: s fotografiemi T. G. Masaryka z let mladosti i z dob presidentství – Praha: J. Hokr, 1936
- Národní mučedník Karel Havlíček Borovský: s dobovými kresbami – Praha: J. Hokr, 1936
- Náš druhý president Dr. Eduard Beneš: s fotografiemi – Praha: J. Hokr, 1936?
- Genius české hudby Bedřich Smetana – s obrázky od Pavla Černého. Praha: J. Hokr, 1937
- Slezský umělec Alois Rychta – Slezská Ostrava: v. n., 1940
- Světlo v temnotách: kniha o životě, práci a utrpení J. A. Komenského – Místek: Lev Bílek, 1946